# Synagoga w Środzie Wielkopolskiej
Synagoga w Środzie Wielkopolskiej – synagoga znajdująca się w Środzie Wielkopolskiej, przy ulicy Limanowskiego.
Synagoga została zbudowana w 1871 roku. Podczas II wojny światowej hitlerowcy zdewastowali synagogę i urządzili w niej magazyny. Po zakończeniu wojny budynek synagogi wykorzystywano jako magazyn alkoholi do 1970 roku. Następnie stał opuszczony do 1976 roku, kiedy to został gruntownie przebudowany i zaadaptowany na potrzeby Biblioteki Miejskiej. 
O istnieniu synagogi przypomina umieszczona na ścianie zewnętrznej granitowa tablica pamiątkowa, której treść brzmi: "W tym miejscu w latach 1871 - 1939 znajdowała się synagoga wyznania mojżeszowego".